# Puerta de Hernani
La Puerta de Hernani es uno de los accesos a los Jardines del Retiro de Madrid por la calle de Alcalá. La Puerta se ubicó a finales del siglo XIX justo cuando se produjo el cierre del Parque y posteriormente fue substituida por otro enrejado. El arquitecto constructor fue José Urioste y Velada, al igual que la de Puerta de España y de la Independencia. El acceso de esta puerta va a dar a la Plaza de Nicaragua.  